# Palea steindachneri
Genre
Espèce
Synonymes
- Trionyx steindachneri Siebenrock 1906

Statut de conservation UICN

 EN A1cd+2cd : En danger
Statut CITES
Palea steindachneri, unique représentant du genre Palea, est une espèce de tortues de la famille des Trionychidae.

## Répartition
Cette espèce se rencontre :
- en Chine, dans les provinces du Guangdong, du Guangxi, du Guizhou, de Hainan et du Yunnan ;
- au Laos ;
- au Viêt Nam.

Elle a été introduite à Hawaï et à l'île Maurice.

## Étymologie
Cette espèce est nommée en l'honneur de Franz Steindachner.

## Publications originales
- Siebenrock, 1906 : Zur Kenntnis der Schildkrötenfauna der Insel Hainan. Zoologischer Anzeiger, vol. 30, p. 578–586 (texte intégral).
- Meylan, 1987 : The phylogenetic relationships of soft-shelled turtles (Family Trionychidae). Bulletin of the American Museum of Natural History, no 186, p. 1–101 (texte intégral).